# Puwo

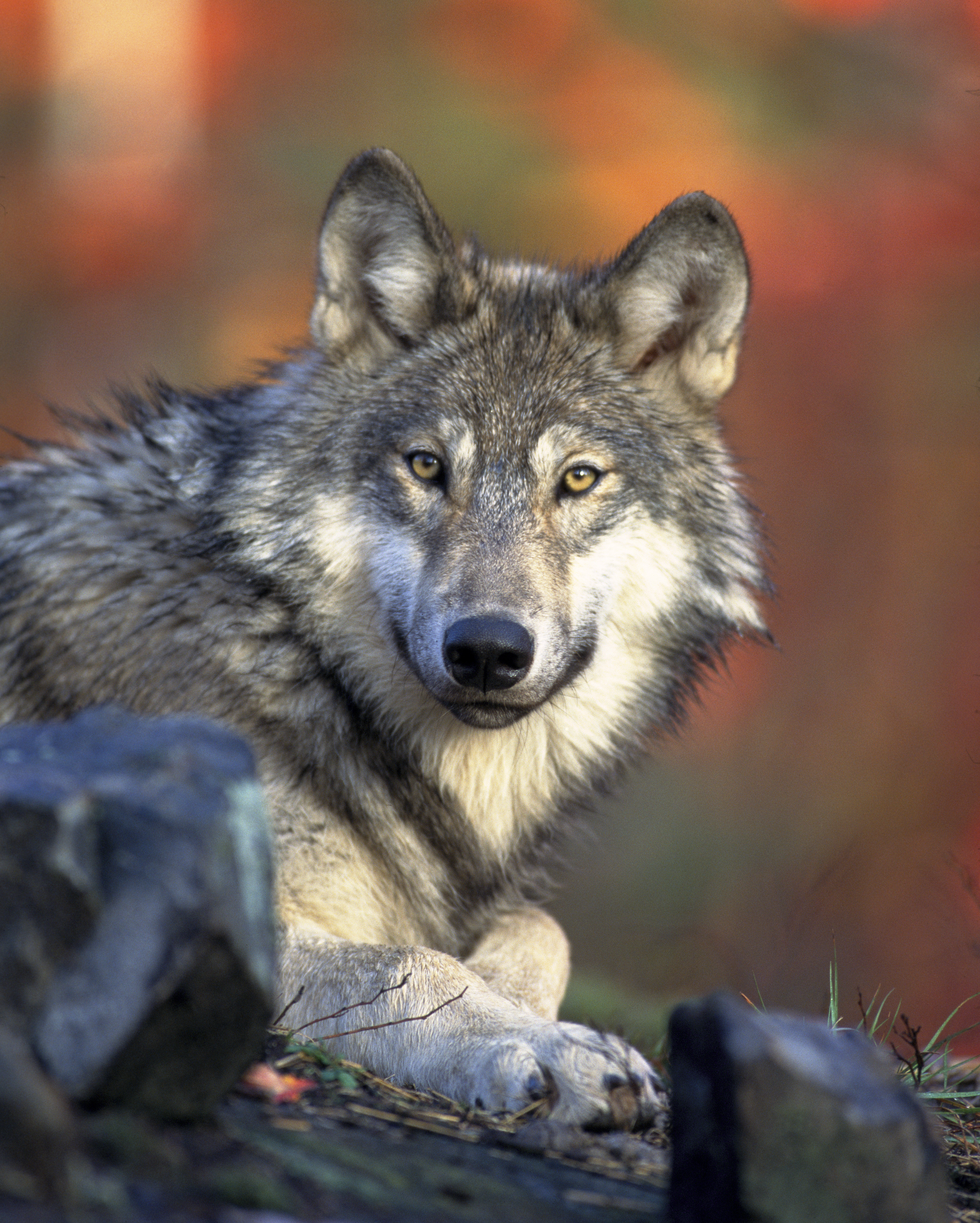
Wolf

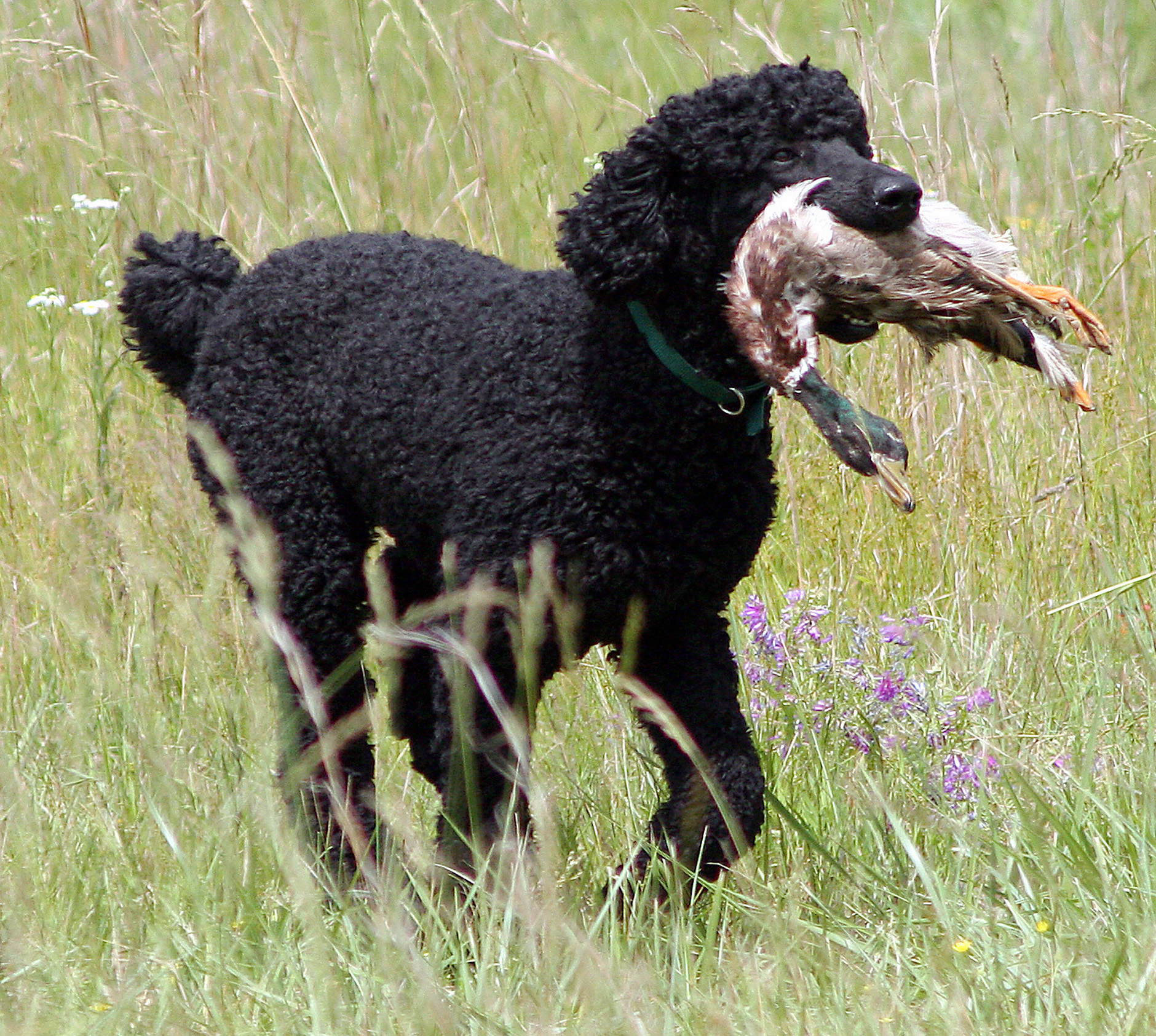
Pudel

Der Puwo oder Pudelwolf ist ein experimenteller Pudel-Wolfshybride und damit das Ergebnis einer innerartlichen Kreuzung.
Der Name setzt sich aus den ersten beiden Buchstaben der jeweiligen Eltern Haushund (Königs-)Pudel (Vater) und Wolf (Mutter) zusammen. Dabei ließen sich Pudel und Wolf leicht aneinander gewöhnen und es kam auch zur Verpaarung, wenn die Gattenwahl völlig freigestellt war (wenn mehrere Wölfe und Pudel zusammenlebten). Auch die umgekehrte Verpaarung Wopus war mehrfach erfolgreich, wobei dies schwieriger war, da Wolfsrüden nicht permanent paarungsbereit sind und Hündinnen daher zur Zeit der Wolfsbrunst läufig sein mussten.
Puwos und Wopus wurden in den 1960er Jahren durch Erik Zimen bekannt, der an ihnen die Evolution des Verhaltens von Wolf und Haushund studierte. Besonderes Interesse galt dabei der F1-Generation und der F2-Generation, die durch Verpaarung von Puwos untereinander entstand.
Puwos werden außerhalb der akademischen Forschung nicht gezüchtet und daher normalerweise auch nicht als Haustiere gehalten. Erik Zimen berichtete, dass keines der Exemplare, die an Privatpersonen weitergegeben wurden, Probleme bereitet hätte.

## Weitere Canidenkreuzungen
Ebenfalls im Zuge der Untersuchungen am Kieler Institut für Haustierkunde wurden nicht nur innerartliche Verpaarungen von Hunden vorgenommen, wie sie die von Wolf und Haushund sind, sondern es wurden auch nah verwandte Hunde (Caniden) gekreuzt. Kojoten und Haushunde; wilde Nachkommen werden als Coy Dogs bezeichnet, die in Kiel, bei denen wiederum Pudel die Partner waren, wurden Puko bzw. Kopu genannt. Kreuzungen aus Goldschakalin und Pudelrüde wurden Puscha genannt.